# 53-я гвардейская стрелковая дивизия
53-я гвардейская стрелковая Тартуская Краснознамённая дивизия — воинское соединение РККА, принимавшее участие в Великой Отечественной войне в составе 1-й Ударной армии, 34-й, 42-й, 68-й, 54-й и 51-й армий.

## История
Формирование ведёт свою историю от Дивизии московских рабочих, созданную в соответствии с приказом МВО от 28 октября 1941 года № 0021.

### Великая Отечественная война
Директивой Военного совета МВО от 14 ноября 1941 года № 0047 дивизия переименовывается в 3-ю Московскую коммунистическую стрелковую дивизию. Которая затем в 1942 году переименовывается в 130-ю стрелковую дивизию. В 1942 года дивизия переименовывается в 53-ю гвардейскую стрелковую дивизию. 23 апреля 1943 года дивизии присвоен Орден Красного Знамени. 7 сентября дивизии присвоено почётное наименование «Тартуская» за взятие города Тарту в ходе Тартуской наступательной операции.
В годы Великой Отечественной войны дивизия участвовала:
- Демянская наступательная операция (1943) Северо-Западного фронта
- Наступательная операция в районе Старой Руссы Северо-Западного фронта
- Ленинградско-Новгородская стратегическая наступательная операция
- Прибалтийская стратегическая наступательная операция
- Псковско-Островская наступательная операция 3-го Прибалтийского фронта
- Тартуская наступательная операция 3-го Прибалтийского фронта
- Рижская операция (1944)
- Курляндская наступательная операция 2-го Прибалтийского фронта (Курляндской группы войск Ленинградского фронта)

### Послевоенное время
При послевоенном сокращении Вооружённых сил СССР дивизия была 14 мая 1946 года переформирована в 10-ю отдельную гвардейскую стрелковую бригаду в соответствии с Директивой штаба Вооружённых сил СССР и Директивой Военного совета МВО от 14 мая 1946 года № 246688.
В дальнейшем носила следующие наименования:
- 62-я гвардейская механизированная Тартуская Краснознамённая дивизия (Директива начальника Генерального штаба и Директива командующего войсками МВО от 18 сентября 1953 года № 8856);
- 62-я гвардейская мотострелковая Тартуская Краснознамённая дивизия (Директива Главнокомандующего Сухопутными войсками и приказ командующего войсками МВО от 26 марта 1957 года № Ф2/00632);
- 62-я гвардейская учебная мотострелковая Тартуская Краснознамённая дивизия (Директива Главнокомандующего Сухопутными войсками и Директива командующего войсками МВО от 23 апреля 1960 года № Ф2/00632);
- 53-я гвардейская учебная мотострелковая Московско-Тартуская Краснознамённая дивизия (приказ министра обороны СССР и Директива штаба МВО от 1 декабря 1964 года);
- 26-я гвардейская учебная танковая Московско-Тартуская Краснознамённая дивизия (приказ министра обороны СССР и Директива штаба МВО от 29 декабря 1979 года);
- 467-й гвардейский окружной учебный Московско-Тартуский Краснознамённый центр подготовки младших специалистов (Директива Генерального штаба и Директива штаба командующего войсками МВО от 3 октября 1987 года).

Входила в состав 13-го гвардейского армейского корпуса Московского военного округа и дислоцировалась в городе Ковров.
24 октября 2014 года 467-му окружному учебному центру вручили Боевое знамя нового образца. Боевое знамя нового образца начальнику ОУЦ полковнику Владимиру Золотухину вручил заместитель командующего войсками ЗВО генерал-лейтенант Владимир Дятлов.

## Награды и почётные наименования
- «Гвардейская» — почётное звание присвоено приказом Народного комиссара обороны СССР 8 декабря 1942 года за проявленную отвагу в боях за Отечество, за стойкость, мужество, дисциплину, организованность и героизм личного состава.
- Боевое Красное Знамя Монгольской Народной Республики — вручено 25 декабря 1942 года за отличие в боях в составе Северо-Западного фронта.
- Орден Красного Знамени — присвоен Указом Президиума Верховного совета СССР от 28 апреля 1943 года за образцовое выполнение боевых заданий командования на фронте борьбы с немецкими захватчиками (при ликвидации Демянской группировки противника) и проявленные при этом доблесть и мужество.[7]
- «Тартуская» — почётное наименование присвоено приказом Верховного главнокомандующего № 0301 от 7 сентября 1944 года в ознаменование одержанной победы и отличие в боях за освобождение города Тарту.

## Состав

### 1945 год
Новая нумерация частям дивизии присвоена 2 марта 1943 года.
- 157-й гвардейский стрелковый Рижский[8] полк
- 159-й гвардейский стрелковый Краснознамённый[9] полк
- 161-й гвардейский стрелковый ордена Александра Невского[9] полк
- 123-й гвардейский артиллерийский Рижский[8] полк
- 59-й отдельный гвардейский истребительно-противотанковый дивизион
- 55-я отдельная гвардейская разведывательная рота
- 58-й отдельный гвардейский сапёрный батальон
- 79-й отдельный гвардейский батальон связи (79-я отдельная гвардейская рота связи до 5.11.1944 года)
- 506-й (63-й) отдельный медико-санитарный батальон
- 56-я отдельная гвардейская рота химической защиты
- 619 -я (60-я) автотранспортная рота
- 641-я (54-я) полевая хлебопекарня
- 648-й (52-й) дивизионный ветеринарный лазарет
- 261-я полевая почтовая станция
- 1601-я полевая касса Государственного банка СССР[10]

### 1990 год
467-й гвардейский окружной учебный Московско-Тартуский Краснознамённый центр подготовки младших специалистов:
- 9-й учебный танковый полк, г. Владимир

Всего: 118 Т-62, 9 Т-80, 22 Т-72, 50 Т-64, 5 Т-55, 6 ПТ-76, 4 БМП-1, 2 БРМ-1К, 8 ПМ-38, 3 Р-145БМ, 2 БТР-50ПУ, 1 МТ-55А, 4 МТУ-20, 15 МТ-ЛБ
- 522-й гвардейский Рижский учебный танковый полк, пос. Пакино

Всего: 74 Т-62, 45 Т-80, 1 Т-55, 4 БМП-1, 2 БРМ-1К, 3 Р-145БМ, 2 БТР-50ПУ, 1 Р-156БТР, 1 МТП-1, 1 МТУ-20
- 523-й гвардейский учебный танковый полк, пос. Пакино

Всего: 83 Т-62, 14 Т-80, 16 Т-72, 34 Т-64, 2 БМП-1, 2 БРМ-1К, 4 Р-145БМ, 1 Р-156БТР, 2 МТ-55А, 15 МТ-ЛБ
- 419-й гвардейский учебный мотострелковый полк, г. Ковров

Всего: 31 Т-62, 21 БМП-2, 37 БМП-1, 9 БРМ-1К, 17 БТР-70, 4 БТР-60, 5 Р-145БМ, 2 Р-156БТР, 2 БТР-50ПУ, 1 МТП-2, 1 МТУ-20, 15 МТ-ЛБ
- 123-й гвардейский учебный артиллерийский Рижский полк, г. Ковров

Всего: 12 2С1 «Гвоздика», 24 2СЗ «Акация», 8 Д-30, 4 ПМ-38, 17 «Град»
- 422-й учебный зенитный артиллерийский полк (Ковров): 1 Р-156БТР
- 84-й отдельный ракетный дивизион
- 475-й отдельный учебный батальон связи, г. Ковров (14 Р-145БМ, 3 БТР-50ПУ, 8 МП-31)
- 169-й отдельный учебный инженерно-сапёрный батальон, г. Владимир (1 ИМР, 1 УР-67)
- 852-й отдельный учебный автомобильный батальон
- 395-й отдельный учебный ремонтно-восстановительный батальон
- 105-й отдельный учебный медико-санитарный батальон, г. Ковров (1 Р-156БТР)
- Итого: 506 танков, 83 БМП, 6 ПТ-76, 21 БТР, 36 САУ, 8 орудий, 12 миномётов, 17 РСЗО

## Периоды вхождения в состав действующей армии
8 декабря 1942 года — 9 мая 1945 года.

## Командиры
- Романовский, Михаил Васильевич, гвардии полковник (8 декабря 1942 — 24 января 1943 года)
- Клешнин, Михаил Никитович, гвардии генерал-майор (25 января 1943 года — 25 мая 1943 года)
- Бурлакин, Иван Иванович, гвардии полковник, с 16.10.1943 гвардии генерал-майор (26 мая 1943 — декабрь 1945)
- Василенко, Емельян Иванович, гвардии генерал-майор (декабрь 1945 — февраль 1950)
- Андреев, Яков Андреевич, гвардии полковник (февраль 1950 — 28 октября 1953)
- Штыков, Николай Григорьевич, гвардии полковник, с 27.08.1957 гвардии генерал-майор (28 октября 1953 — 17 марта 1958)
- Карпов, Василий Иванович, гвардии полковник, с 7.05.1960 гвардии генерал-майор (31 мая 1958 — июнь 1960)
- Морозов, Алексей Иванович, гвардии генерал-майор (июнь 1960 — 10 апреля 1965)
- Крайнов, Александр Иосифович, гвардии генерал-майор (10 апреля 1965 — 27 декабря 1966)
- Сивенок, Владимир Иванович, гвардии полковник, с 23.02.1967 гвардии генерал-майор (27 декабря 1966 — 12 мая 1970)
- Воливач, Иван Васильевич, гвардии полковник, с 2.11.1972 гвардии генерал-майор (12 мая 1970 — 11 сентября 1974)
- Арутюнов, Рафик Сейранович (Роман Сергеевич)[11], гвардии полковник, с 29.10.1976 гвардии генерал-майор (11 сентября 1974 — апрель 1979)

## Известные люди, служившие в дивизии
- гвардии ефрейтор Чебодаев, Михаил Иванович, телефонист телефонно-кабельной роты 79-го отдельного гвардейского батальона связи. Погиб в бою 25 февраля 1945 года.[12][13]